# 丝棉草
丝棉草（学名：Helichrysum luteoalbum）为菊科拟蜡菊属的植物，为中国的特有植物。分布于亚洲、欧洲、非洲以及中国大陆的山东、广东、甘肃、四川、河南、陕西、江苏、湖北等地，生长于海拔1,500米的地区，一般生长在耕地、路旁以及山坡丛中，目前尚未由人工引种栽培。

## 分類
最初林奈在 1753 年將其歸類在鼠麴草屬。 1829 年路德維希·賴興巴赫將其移至拟蜡菊属，但沒人理他。1981年又被希里亞德和巴特移至假鼠麴草屬。2004一篇研究發現絲棉草確實源自蠟菊屬中，因此賴興巴赫的分類又被拿來用。